# Karl Steiner (Politiker, 1897)
Karl Steiner  (* 7. Oktober 1897 in Oberkulm; † 31. August 1985 in Aarau) war ein Schweizer Politiker (BGB), Autor und Amateurfilmer.
Steiner verließ mit fünfzehn Jahren das kantonale Lehrerseminar und arbeitete als Hilfskraft auf einem Bauernhof. 1915 eröffnete er seinen eigenen Bauernhof im aargauischen Oberkulm. In dieser Gemeinde wurde er Verwalter der landwirtschaftlichen Genossenschaft, Feuerwehrkommandant und Gemeinderat. Er wurde in den Grossen Rat des Kantons Aargau gewählt und saß von 1955 bis 1967 für die Bauern-, Gewerbe- und Bürgerpartei im Nationalrat. Sein zentrales Anliegen war die Förderung der Klein- und Mittelbauern.
Karl Steiner war Mitbegründer und langjähriges Vorstandsmitglied der Historischen Vereinigung Wynental. Er porträtierte das Leben in seiner Region mit der Fotokamera, Schriften und ab 1936 auch mittels Film. Seine Filme sind erhalten geblieben. Zu seinen eindrücklichsten Arbeiten gehört ein Filmporträt
der älteren Bevölkerung Oberkulms.

## Werke
- Oberkulm : Aus dem dörflichen Geschehen. Menziken: Buchdr. A. Baumann, 1955. 52 S. (Link zur Schweiz. Nationalbibliothek)
- Oberkulm: Zeitbilder aus der dörflichen Vergangenheit bis zur Gegenwart, Menziken 1975 [Neuauflage 1991], 132 S.
- Ein Fünf-Punkte-Plan zur Gesundung der schweizerischen Agrarwirtschaft. Winterthur: Keller, 1959. 90 S.
- mit Hans Martin Steinbrück: 50 Jahre Aargauische Bauern-, Gewerbe- und Bürgerpartei, Menziken:  Baumann, circa 1960, 68 S.